# Óscar Castillo
Óscar Castillo (Cartagena, Colombia; 13 de enero de 1987) es un futbolista Colombiano. Juega de Centrocampista.

## Clubes
| Club                 | País     | Año         |
| -------------------- | -------- | ----------- |
| Real Cartagena       | Colombia | 2009 - 2011 |
| Cúcuta Deportivo     | Colombia | 2011        |
| Real Cartagena       | Colombia | 2011 - 2012 |
| Atlético Bucaramanga | Colombia | 2013        |
| Deportivo Pereira    | Colombia | 2014        |